# Bottoms Up
Bottoms Up (Brasil: De Pernas Pro Ar / Portugal: O Bar das Loiras) é um filme de comédia romântica de 2006 dirigido por Erik Macarthur e coproduzido pelo ator Paul Walker.

## Informações
- Título no Brasil:  De Pernas pro Ar
- País de Origem:  EUA
- Gênero:  Comédia
- Classificação etária: 14 anos
- Tempo de Duração: 89 minutos
- Ano de Lançamento:  2006
- Site Oficial:  http://www.gibraltarfilms.com/ projects/bottomsup/
- Estúdio/Distrib.:  Imagem Filmes
- Direção:  Erik Macarthur

## Elenco
- Paris Hilton ... Lisa Mancini
- Jason Mewes... Owen Peadman
- Jon Abrahams ... Jimmy DeSnappio
- David Keith ... Uncle Earl Peadman
- Phil Morris ... Pip Wingo
- Tim Thomerson ... A.J. Mancini
- Nicholle Tom ... Penny Dhue
- Nic Nac ... Nick
- Raymond O'Connor ... Frank Peadman
- Benjamin Anderson ... Eric
- Dominic Daniel ... Boots
- Brian Hallisay ... Hayden Field
- Lindsay Gareth ... Dorothy
- Desmond Harrington ... Rusty #1
- Kevin Smith ... Rusty #2